# Lata 20. XVIII wieku

## Wydarzenia
- 1721
  - 10 stycznia – po III wojnie północnej zawarto pokój w Nystad[1].
  - car Rosji Piotr I Wielki przyjął tytuł imperatora[2].
  - Paul Egede rozpoczął badania zachodniej Grenlandii[3].
- 1722
  - Jacob Roggeveen odkrył Wyspy Samoa i Wyspę Wielkanocną[3].
- 1724
  - 16–17 lipca – w Toruniu do zamieszek, znanych dzisiaj jako tumult toruński. Pomiędzy protestantami a katolikami doszło do zamieszek, w wyniku których zostało zdemolowane kolegium jezuickie[4].
  - 9 grudnia – został ścięty burmistrz Torunia Jan Gotfryd Rösner, oskarżony o pośrednie wywołanie tumultu. Egzekucja burmistrza spotkała się z krytyką w Europie oraz doprowadziła do zaprzestania postrzegania Rzeczypospolitej Obojga Narodów jako państwa gwarantującego wolność religijną[5].
- 1728
  - Vitus Bering i Aleksiej Czirikow dotarli do Cieśniny Beringa[3].